# Caecum swinneni
Caecum swinneni is een slakkensoort uit de familie van de Caecidae. De wetenschappelijke naam van de soort is voor het eerst geldig gepubliceerd in 1997 door Nofroni, Pizzini & Oliverio.